# Þjóðhildr
Þjóðhildr Jǫrundardóttir (* 10. Jahrhundert; † 11. Jahrhundert) war die Frau Erik des Roten.

## Leben
Þjóðhildr wird in den beiden Vinland-Sagas, der Grænlendinga saga und der Eiríks saga rauða, sowie in der Landnámabók erwähnt. Sie war die Tochter von Jǫrundr Úlfsson und seiner Frau Þorbjǫrg knarrarbringa. Ihre Mutter heiratete in zweiter Ehe Þorbjǫrn inn haukdælski, der somit Þjóðhildrs Stiefvater wurde. Þjóðhildr heiratete Erik den Roten (Eiríks inn rauði) in Island. Das Paar hatte mindestens zwei Söhne: Leif (Leifr Eiríksson) und Þorsteinn Eiríksson. Der Sohn Þorvaldr Eiríksson war der Eiríks saga rauða zufolge nicht der Sohn Þjóðhildrs, ebenso wenig wie die Tochter Freydís Eiríksdóttir. 
Sie lebte später mit ihrem Mann in Brattahlíð, wo ihr Sohn Leif sie zum Christentum bekehrte. Sie ließ daraufhin die erste Kirche in Grönland errichten, die nach ihr Þjóðhildarkirkja genannt wurde. Es ist ebenso überliefert, dass sie nicht mehr mit ihrem heidnischen Mann verkehren wollte. Weiteres ist nicht zu ihr in den Sagas belegt.

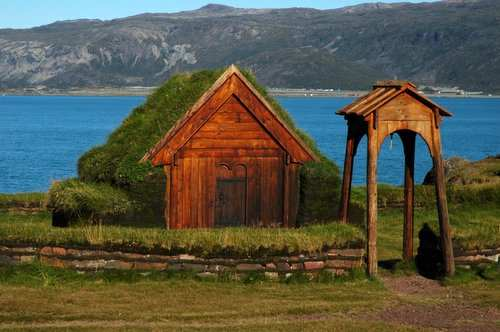
Die Rekonstruktion der Þjóðhildarkirkja in Qassiarsuk

Die Kirche ist vermutlich identisch mit der 1961 in Qassiarsuk, dem damaligen Brattahlíð, ausgegrabenen Kirche von Brattahlíð. Im Ort befindet sich heute eine Rekonstruktion der Kirche.